# Neobipteria macrouri
Neobipteria macrouri is een microscopische parasiet uit de familie Sinuolineidae. Neobipteria macrouri werd in 1986 beschreven door Kovaljova, Gaevskaya & Krasin. 